# Niesky
Niesky (pronunciación en alemán: /ˈniːski/ⓘ) es un municipio situado en el distrito de Görlitz, en el estado federado de Sajonia (Alemania), a una altitud de 170 metros. Su población a finales de 2016 era de unos 9500 habs. y su densidad poblacional, 180 hab/km².